# 久原綾眞
久原 綾眞（くはら りょうま、1995年4月27日 - ）は、トップチャレンジリーグコカ・コーラレッドスパークスに所属するラグビー選手。

## プロフィール
- 佐賀県出身[1]。
- ポジションはプロップ(PR)。
- 身長 177cm、体重 110kg
- ニックネームはくっぴー。
- U20日本代表に選ばれたことがある[2]。
- ジュニア・ジャパンに選ばれたことがある[3]。

## 来歴
2014年、佐賀工業高校卒業後、明治大学に入る。
2018年、明治大学卒業後、コカ・コーラレッドスパークスに加入。